# قره‌دیو

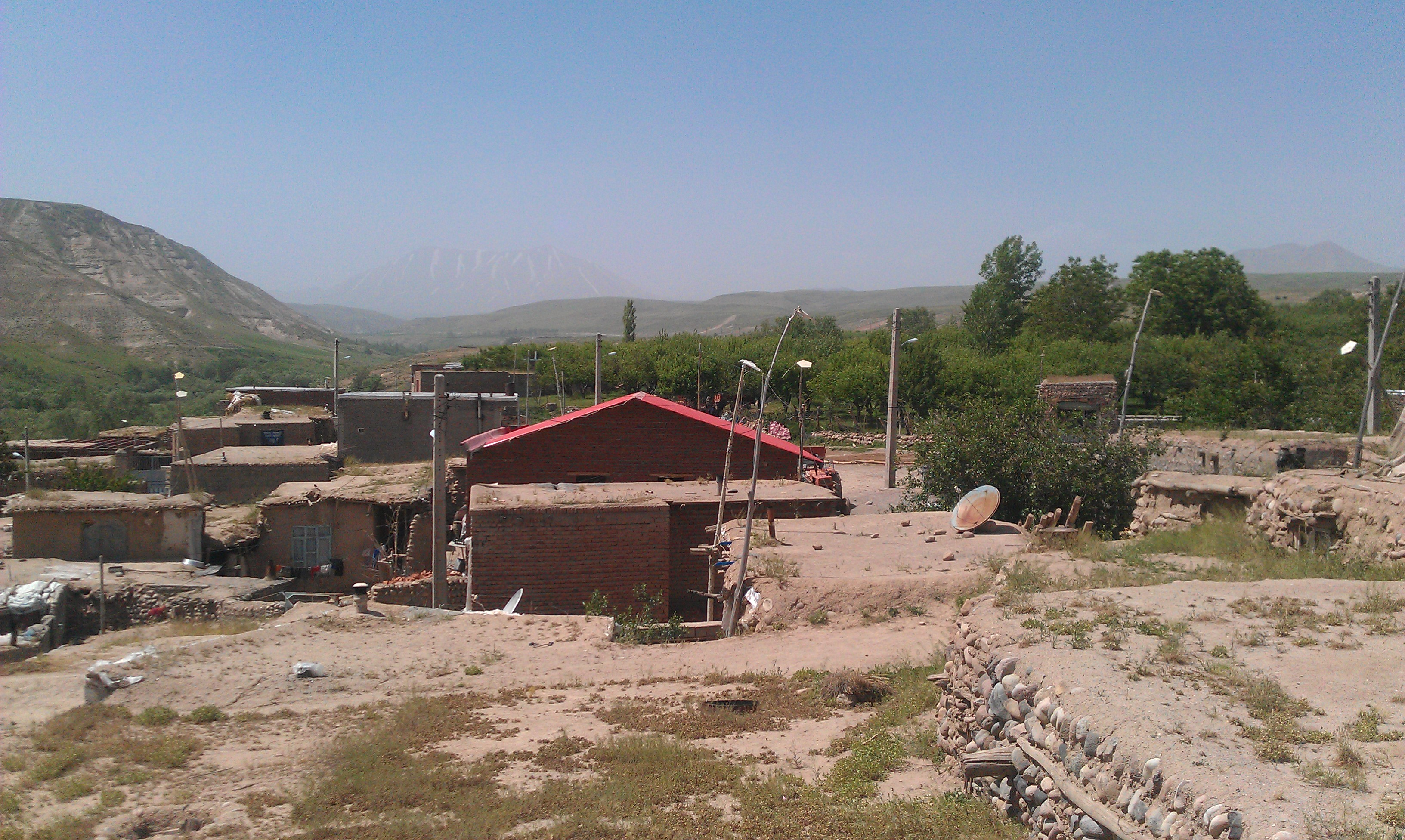
روستای قره‌دیو

قره‌دیو یکی از روستاهای استان آذربایجان شرقی است که در دهستان آتش‌بیگ قرانقو بخش نظرکهریزی شهرستان هشترود واقع شده‌است.
روستای قره‌دیو از توابع شهرستان هشترود و دهستان آتش‌بیگ قرانقو می‌باشد. این روستا با روستاهای جبیند، باخجه جیق، طاقجه جیق، قره کلک، بسیط و کله نو، عزیزآباد و باتمانقلنج همسایه می‌باشد. جمعیت این روستا ۸۰ خانوار می باشد که این تعداد در فصل تابستان تا ۱۰۰ خانوار هم افزایش می‌یابد. آب شرب این منطقه از طریق سیستم لوله کشی خانگی از روستاهای مجاور بالا ب این مکان منتقل می‌شود.
این روستا دارای یک رود ۴ فصل بزرگ ب نام  قرانقو و یک رود فصلی دیگر نیز می باشد.
قره دیو روستایی نزدیک به کوهستان سهند آذربایجان است و حدود ۱۵ کیلومتر با  کوه سهند فاصله دارد مردم این روستا از راه کشاورزی، دامداری و باغداری امرار معاش می‌کنند که در چند سال اخیر سهم باغداری در تأمین معاش اهالی بیشتر شده است.
قره دیو از دو کلمه قره و دیو تشکیل شده که قره در اصل به معنای بزرگ و در زبان عامیانه ترکی ب معنای رنگ سیاه است و دیو نشان از جثه و قد افراد ساکن قدیمی این روستا را دارد ( در کاوش های اهالی روستا در دهه های اخیر قبرستان های متعددی در اطراف این روستا کشف شده ک در آنجا اندازه استخوان های باقی مانده نشان از صحت این امر دارد).
به استناد گفته مجتبی نوروزی (از نوادگان اسدالله نوروزی_از ریش سفیدان مرحوم روستا) تاریخ این روستا به دوران آیین میترائیسم برمیگردد و حاکم آنوقت برای دور نگه داشتن افراد عادی از اشیائ قیمتی و معابد زیر روستا، بلند ترین و قوی ترین مردان را به این منطقه منتقل و آنان را مامور بر محافظت از موارد مذکور در غار های زیر روستا گرداند(ورودی تعدادی از غار ها در اثر رانش تخریب و بسته شدند). مردم حومه از طریق شایعه های کذب راه انداخته شده و مشاهده افراد با صلابت اما با چهره ای تیره( احتمالن حاصل از دوده آتشکده و تابش مستقیم نور) آنان را با خوف قرادولر (مردان بزرگ و تیره رنگ)نامیدند ک امروزه نام این منطقه ب قره دیو مشهور و مشهود است.
اهالی روستا مقید به دین اسلام و مذهب شیعه هستند اما جهت قبرهای موجود در قبرستان روستا با قبله اسلام مغایرت دارد. 
قره دیو دارای قدمت تاریخی بالایست که جا دارد مورخان و کسانی که به تاریخچهٔ منطقه آشنایی دارند در آن ورود کرده و به کشف حقایق منطقه کمک کنند.